# باغ ارم
باغ ارم یک باغ ایرانی تاریخی در شهر شیراز است و شامل چند بنای تاریخی و باغ گیاه‌شناسی می‌شود. این باغ در گذشته در اختیار خوانین و خان‌زادگان ایل خلج و قشقایی بوده سپس به بازرگان شیرازی نصیر الملک شیرازی فروخته شد. معماری کوشک این باغ به‌دست نصیر الملک شیرازی صورت گرفت.

## تاریخچه

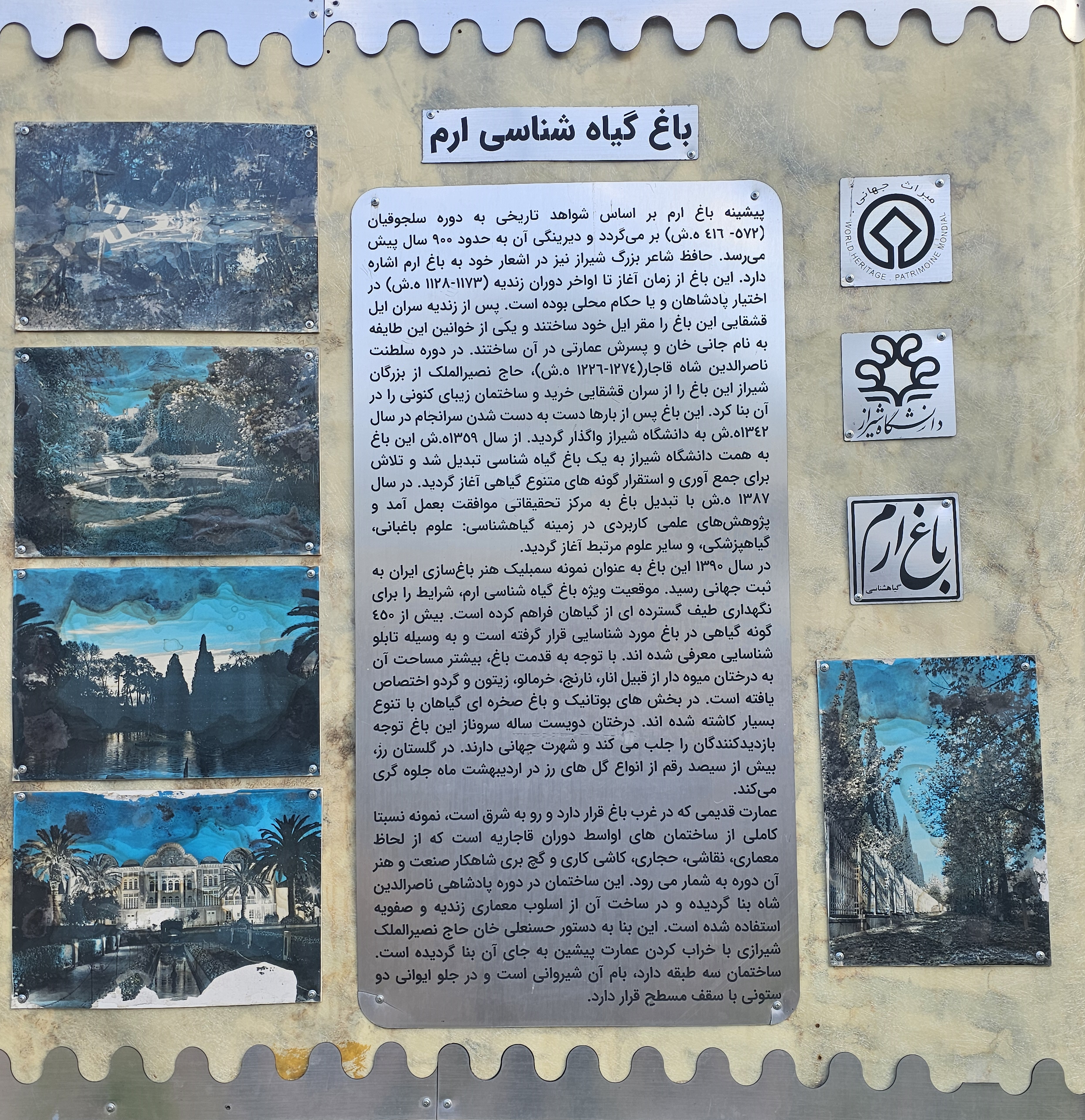

تاریخ ساخت و بنیان‌گذار اولیه باغ ارم شیراز، به‌درستی مشخص نیست؛ ولی توصیف‌هایی از آن در سفرنامه‌های متعلق به سده دهم و یازدهم هجری آمده است. این باغ در روزگار سلجوقیان و آل اینجو پابرجا بوده است.
هرچند هیچ اطلاعاتی راجع به آن وجود ندارد؛ به غیر از یکی از غزلیات حافظ که از روی آن می‌توان فهمید آل اینجو اختیار باغ را در دست داشته‌اند.
برخی تاریخ ساخت این باغ را دوره سلجوقی می‌دانند؛ زیرا در آن روزگار، اتابک قراچه، حکمران فارس، اقدام به ساخت باغ تخت و چند باغ دیگر در شیراز کرده بود و ممکن است این باغ نیز به درخواست وی ساخته شده باشد.
به گفته مرحومه فرخ بی بی، دختر صولت الدوله قشقایی باغ ارم را میرزا قاسم خان خلج بواناتی به پدر زنش، جانی خان ایلخانی قشقایی تقدیم کرد. که بنای اولیه عمارت باغ ارم توسط جانی خان قشقایی و پسرش محمد قلی خان قشقایی در زمان فتحعلی شاه قاجار احداث شده است. معماری بنا نیز توسط شخصی بنام حاج محمد حسن که از معماران معروف بوده صورت گرفته است.
در کتاب خاطرات ملک‌منصور خان قشقایی نیز ذکر شده است که باغ ارم محل اقامت خان قنقری بوانات (محدوده صفاشهر کنونی) بوده است. در زمان قاجاریه و پهلوی این باغ مقر سران ایل قشقایی بوده و اکنون هم سند آن به نام خسرو خان قشقایی است.
در زمان سلطنت ناصرالدین شاه قاجار عمارتی دیگر توسط حسین علی خان نصیرالملک پی ریزی شد که با مرگ وی خواهر زاده او ابوالقاسم خان نصیرالملک امور باغ ارم را به دست گرفت و عمارت نیمه کاره را تکمیل کرد. این باغ پس از فوت ابوالقاسم خان نصیر الملک به پسرش عبدالله خان قوامی رسید و بعد از مدتی یکی از خوانین قشقایی بنام محمد ناصر پسر بزرگ صولت الدوله قشقایی خریداری کرد و مالکیت باغ مجدداً به قشقایی‌ها رسید. بعدها این باغ مصادره و به مالکیت دولت درآمده و به دانشگاه شیراز واگذار شد. این باغ تنوع گیاهی بسیار بالایی دارد و گیاهان بسیاری از اقصا نقاط جهان در این باغ کاشته شده است؛ به شکلی که باغ در قالب یک نمایشگاه از انواع گل‌ها و گیاهان درآمده است. در حال حاضر این باغ در اختیار دانشگاه شیراز است؛ باغ گیاه‌شناسی آن در اختیار دانشکده کشاورزی و ساختمان باغ در اختیار دانشکده حقوق قرار دارد. در تاریخ ۶ تیرماه ۱۳۹۰ در سی و پنجمین اجلاس کمیتهٔ میراث جهانی یونسکو باغ ارم شیراز به همراه هشت باغ دیگر ایرانی در فهرست میراث جهانی ثبت گردید.

## ویژگی بناها
عمارت وسط، هسته مرکزی این باغ محسوب می‌شود. این ساختمان در زمان قاجاریه و با تقلید از سبک معماری زندیه ساخته شده است. این عمارت از نظر معماری، نقاشی، کاشی کاری و گچ بری از شاهکارهای معماری زمان قاجار است. این عمارت، از سه طبقه، با تزئینات فراوان تشکیل شده است.
اتاق‌های طبقه زیرین که تقریباً زیرزمین هستند، محلی است برای استراحت در روزهای گرم تابستان. تزئینات این اتاق‌ها، کاشی‌کاری‌های رنگین است. دو طبقه بالایی دارای ستون‌هایی است که از تخت جمشید الهام گرفته شده‌اند.

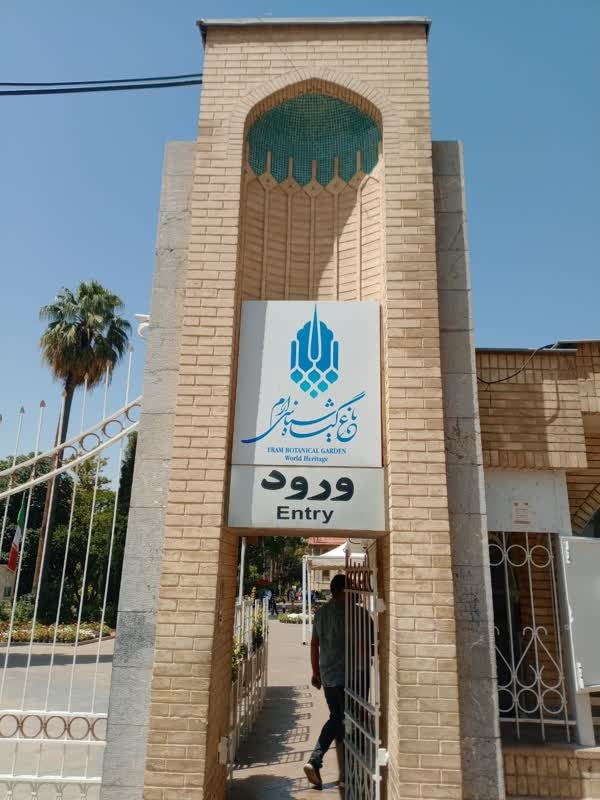
نمای ورودی باغ ارم

در پیشانی بنا، دو نیم‌دایره در دو طرف، و یک تابلو بزرگ در وسط قرار گرفته که از ۳ هلال روی هم تشکیل شده است. این تابلو، تصاویری از شاهنامهٔ فردوسی و نبرد شاهان قاجار را نشان می‌دهد.
این بنا بیش از هفتاد سال به خوانین قشقایی تعلق داشته که در دوران پهلوی مصادره شده است.

### تالار حوضخانه
این طبقه که همسطح با باغ است درون خود نهر آبی دارد که به استخر جلوی عمارت منتهی می‌شود، از این طبقه در گرمای تابستان استفاده می‌شد چرا که دمای هوای این تالار همواره پایین بود و در تابستانهای شیراز محل مناسبی یر ای اقامت بود در میانه این تالار ستون سنگی قرار دارد که حجاری شده و خود جلوه ای خاص به این تالار بخشیده است. سقف تالار نیز تماماً با کاشی نهای هفت رنگ مزین شده که این کاشی‌ها نقوش شکارگاه‌ها و طبیعت و داستانهای خسرو وشیرین را بازگو می‌کنند.

### طبقه دوم
طبقه دوم دارای ایوانی با دو ستون است که سردیس‌های این ستون‌ها را مردانی با لباسهای قاجاری تزئین کرده‌اند، این ایوان که به ایوان دو ستونی معروف است به دلیل گچ بری‌ها و تزئیناتی که دارد به یکی از منحصر به فردترین بناهای بازمانده از دوره قاجاریه تبدیل شده است. این ایوان از دو طرف به دو ایوان کوچک دیگر با دو ستون سنگی ساده منتهی می‌شود و در پشت این ایوان سالنی بسیار بزرگ وجود دارد که به نظر می‌رسد محل و محفل مهمانی‌های شاهانه بوده است. یکی از قدیمی‌ترین پنجره‌ها نیز در همین ایوان دو ستونی واقع شده است. این پنجره‌ها که به نظر می‌رسد از زمان بنای جانی خان باقی مانده فلزی هستند که تعداد آنها به سه عدد می‌رسد و مدخل سردابه درون عمارت هستند.

### طبقه سوم
در طبقه سوم سه اتاق و یک سالن بزرگ با پنجره‌هایی که به ایوان اصلی باز می‌شوند دیده می‌شود و مشابه طبقه دوم در دو طرف آن دو ایوان کوچک، درست در بالای ایوان‌های طبقه پایین تعبیه شده است. سقف این طبقه با چوب‌هایی که به‌طور منظم چیده شده‌اند پوشیده شده و بر روی این چوبها نقاشی‌هایی از چهره زنان، گل و بوته و طرح‌های اسلیمی دیده می‌شود. به هنر نقاشی بر روی دیوار و سقف مرجوک گفته می‌شود که این هنر در شیراز به خصوص در دوره قاجاریه به شدت طرفدار داشته و هنر ظریف و زیبای معماران و نقاشان ایرانی را نشان می‌دهد.

## توصیف محوطه

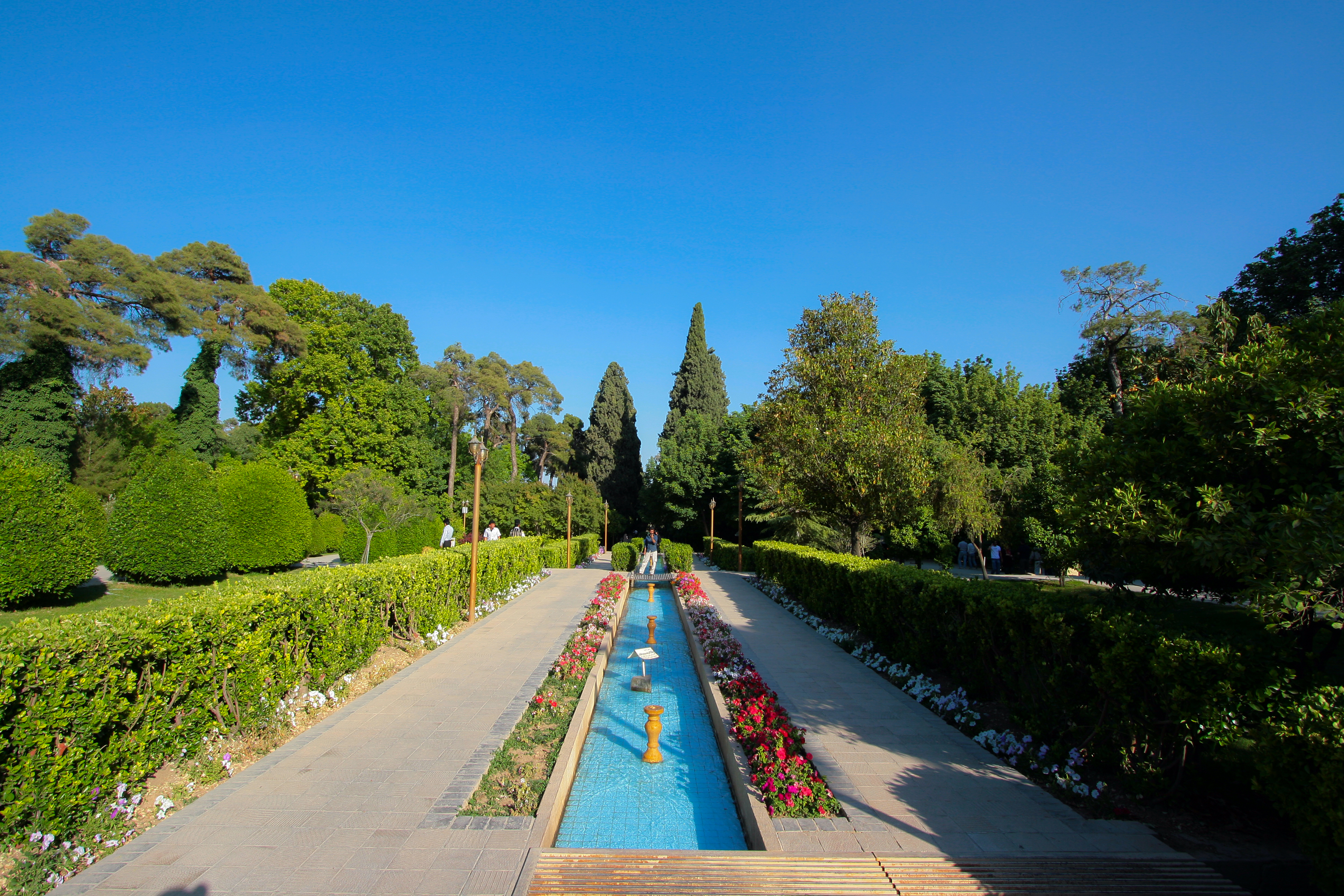
نمایی از باغ

در شمال باختری شهر شیراز و در کنار شهر باغ زیبایی از دوره قاجاریه باقی‌مانده که به باغ ارم مشهور است. در سمت جنوب باغ مذکور رودخانه خشک شیراز از شرق به غرب امتداد دارد. وسعت باغ بیش از سه هکتار و از درختان مرکبات و سرو پوشیده شده است.
جالب‌ترین قسمت باغ خیابانی است که از خاور به باختر در وسط باغ احداث و در دو سوی آن درختان سرو کاشته‌اند و زیبایی خاصی را داراست. در میان درختان سرو این خیابان سرو بلند قامتی است که از دور جلب توجه می‌کند و بعلت موزون بودن آن، آن را سروناز می‌خوانند. نظیر سرو مذکور در سایر باغ‌های شیراز دیده نمی‌شود. صحن باغ را درختان زینتی و سرو و نارنج و انواع گل‌های تزیینی پوشانده و تزئین نموده است.

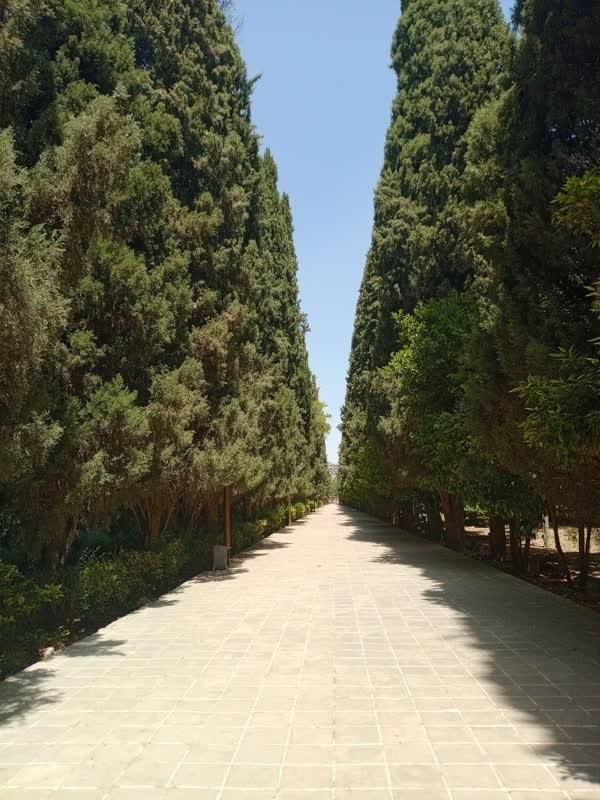
خیابانی پوشیده از درختان سرو

### خریداری باغ برای دانشگاه شیراز
باغ ارم به وسیلهٔ دولت و کمک‌های مادی شاهنشاه و شهبانو خریداری و تعمیر و به دانشگاه شیراز اهدا شده است. ساختمان آن به علت عوامل طبیعی به صورت مخروبه درآمده بود و دیوارهای باغ نیز از چینه بود که به‌طور کلی خراب شده بود. ضمن طرح تعمیراتی دیوار چینه آن برداشته شد و یک دیوار کوتاه سنگی با نرده آهنی در اطراف آن احداث شد. تزیینات قسمت‌های مختلف ساختمان تعمیر و تکمیل و مجدداً به صورت آبرومندی درآمد.

### سنگ‌نبشته‌ها
باغ مذکور از آثار دوره ناصرالدین‌شاه قاجار به‌شمار می‌رود و به وسیلهٔ نصیرالملک ساختمان فعلی بنا شده است. در این مورد چند سنگ‌نبشته در نقاط مختلف باغ از نصیرالملک باقی مانده است. اولین کتیبه سنگ مرمراست که در بالای سر در ورودی شمال شرقی باغ نصب شده و با خط نستعلیق چنین خوانده می‌شود:
| از وزیر شه نصیرالملک راد |  | دائمش باغ ارم آباد باد |

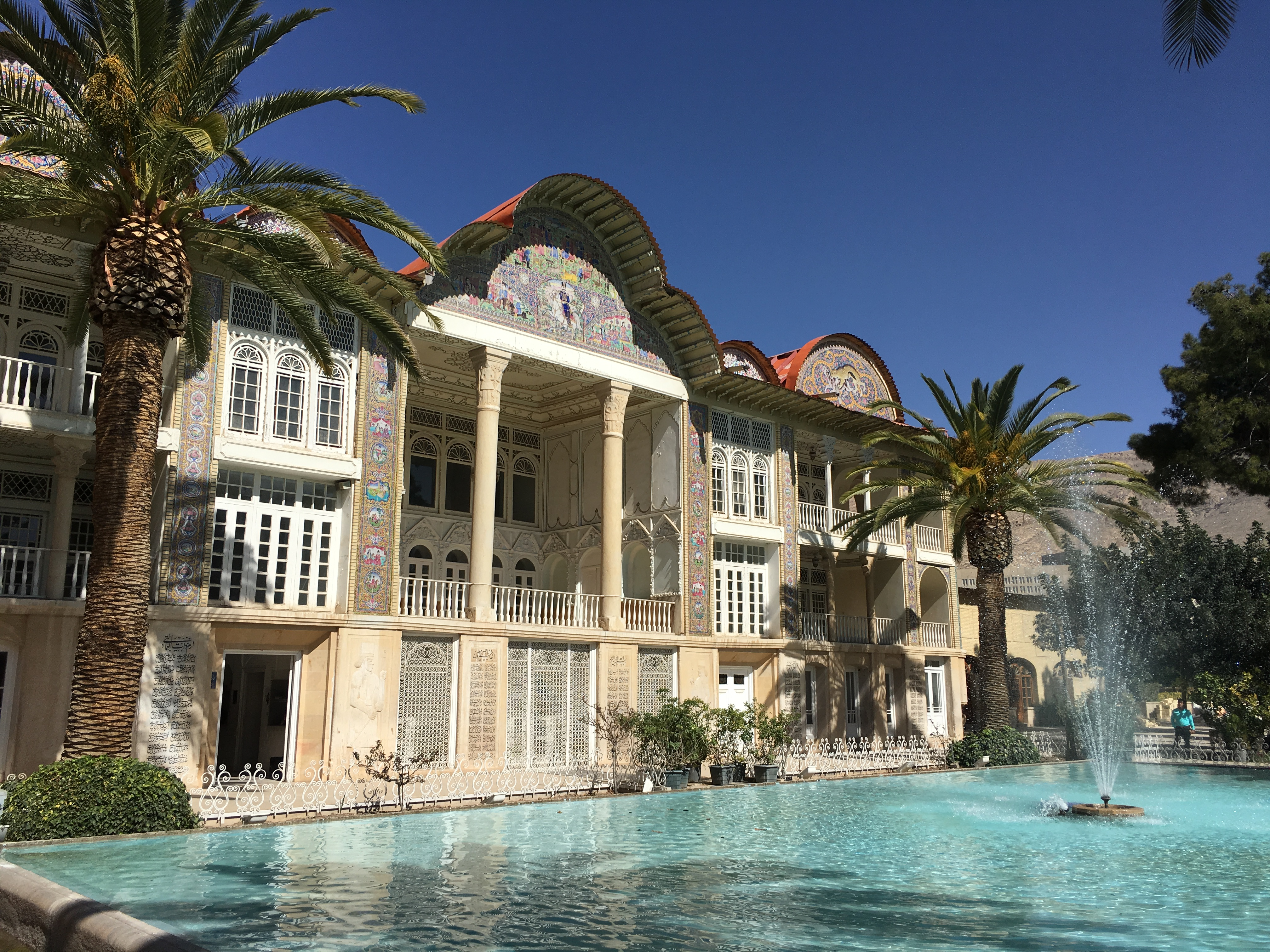
نمایی از بنا از ضلع شرقی

علاوه بر سنگ نوشته فوق شش کتیبه سنگی در نمای خاوری ساختمان به صورت ازاره دیده می‌شود که همه آن‌ها با خط نستعلیق نقر شده و در آخر آن‌ها تاریخ‌های مختلفی به چشم می‌خورد و نام نصیرالملک در آن‌ها ذکر شده است. در آخر کتیبه اولی تاریخ ۱۳۳۹ نوشته شده است.
اشعار کتیبه دوم مربوط به شوریده شیرازی شاعر دوره قاجاریه است. کتیبه سوم بیت اول آن تاریخ بنای ساختمان را مشخص می‌کند چنین است:
| از وزیر شه نصیرالملک راد |  | دائمش باغ ارم آباد باد |

در کتیبه چهارم تاریخ ۱۳۳۹ دیده می‌شود و اشعار آن مربوط به فصیح الملک شوریده شیرازی است. در کتیبه چهارم نیز رمضان المبارک ۱۳۱۵ دیده می‌شود و مربوط به تعمیرات بنا در دوره مظفرالدین شاه قاجار است. در کتیبه پنجم در آخر کتیبه چنین خوانده می‌شود: "حسب مستطاب اجل اشرف آقای نصیرالملک ".
در کتیبه ششم که در سمت چپ و پای ایوان جنوبی نصب شده است، چنین خوانده می‌شود: "خادم اهل بشارت خان بنده درگه نصیرالملک ۱۳۴۰" کتیبه‌های مذکور مربوط به تعمیراتی است که به‌تدریج در این بنای با ارزش صورت گرفته است. جالب‌ترین تعمیرات در سال‌های اخیر در این بنای ارزنده انجام پذیرفت که به کلی آن را از وضع خراب گذشته خارج نموده است.

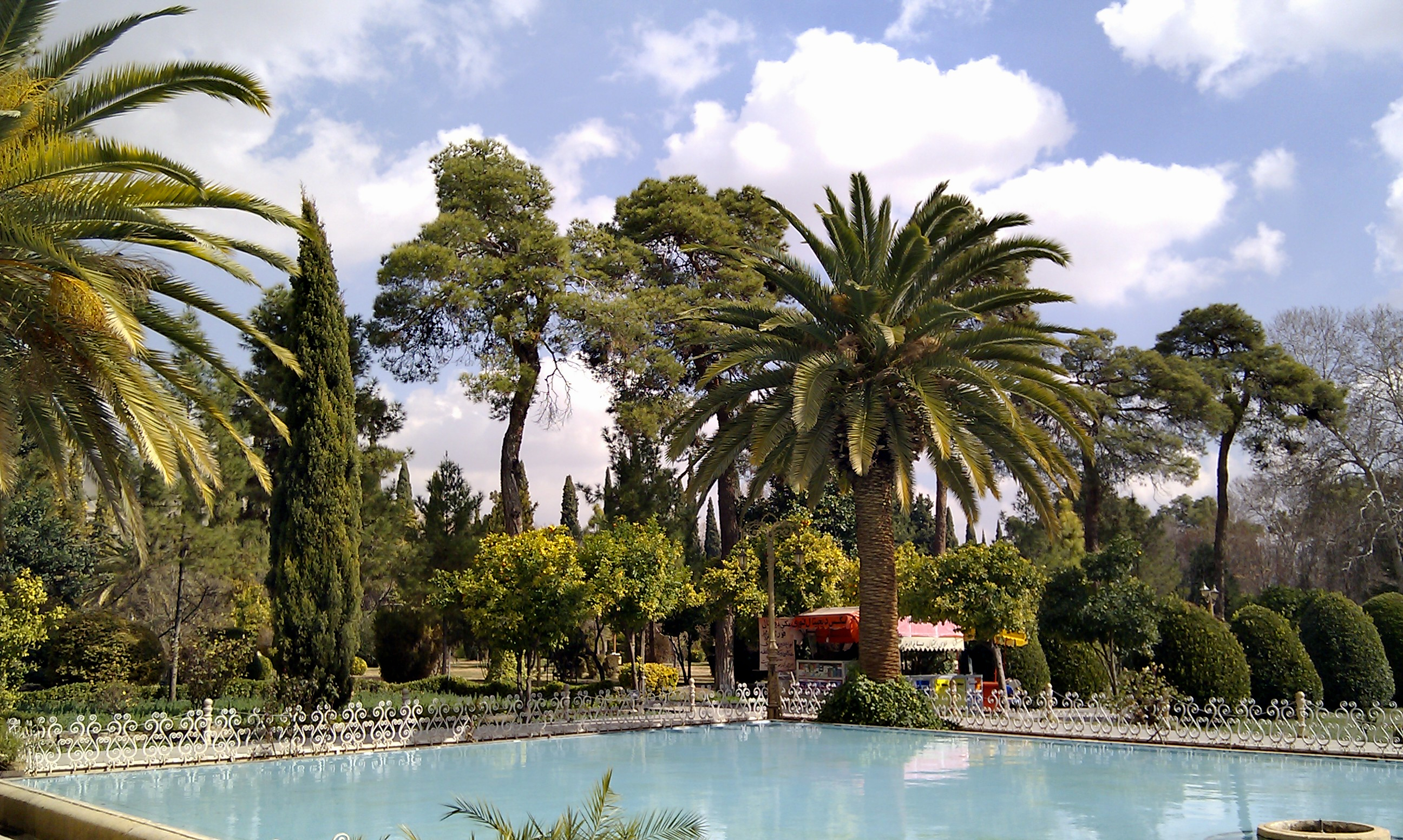
نمایی از باغ

شش کتیبه سنگی در نمای شرقی ساختمان باغ ارم دیده می‌شود. کتیبه‌های سنگی مذکور بر نمای جرزهای طبقه اول نصب و خط همه کتیبه‌ها نستعلیق است. دو کتیبه در زیر ایوان دو ستون سمت راست و دو کتیبه در زیر ایوان دو ستونی بزرگ و دو کتیبه دیگر زیر ایوان دو ستونی سمت راست نصب گردید و به ترتیب کتیبه‌های مذکور را از سمت راست مورد بررسی قرار می‌دهیم. اولین کتیبه سمت راست در پای ستون سمت راست ایوان سمت راست نصب شده علینقی الشریف عمل استاد باشی حجار ۱۳۳۹. اشعار مربوط به فصیح‌الملک شوریده شیرازی است.
کتیبهٔ دوم سنگی در پای ستون سمت چپ ایوان شمالی نصب شد و خط کتیبه مذکور نیز خط نستعلیق است. اشعار نیز اثر طبع فصیح‌الملک شوریده شیرازی است. کتیبه بعدی سرباز دوره هخامنشی را نشان می‌دهد که در یک دست نیزه و در یک دست دیگر او گرزی قرار دارد. کلاه را با آن که سعی کرده‌اند به فرم نیزه داران تخت جمشید حجاری کنند ولی ساده است و هیچ گونه تزییناتی ندارد.
کتیبه مذکور در دو طرف ایوان قرینه‌سازی است ولی، به هر حال، با آنکه تقلید از نقوش برجسته تخت جمشید شده است جذابی و فرم زیبای نقوش برجسته نیزه داران پارسی تخت جمشید را ندارد. سه پنجره آهنی در پای ایوان مرکزی دیده می‌شود که دو پنجره آهنی طرفین بزرگتر و قرینه‌سازی است. پنجره وسط دو پنجره دارای اندازه بزرگتری است، پنجره‌های آهنی مذکور قدیمی و مربوط به زمان احداث ساختمان است. سپس کتیبه‌ای با خط نستعلیق نصب شده.
کتیبه بعد نیز به خط نستعلیق نقر شده است.
کتیبه بعدی نظیر کتیبه سمت راست یک سرباز هخامنشی را نشان می‌دهد که به همان فرم نقش برجسته سمت راست حجاری شد و سپس کتیبه سنگی دیگری است که با خط نستعلیق حجاری و نصب شده است. سر در شمال شرقی باغ ارم: این سرا در سمت شمال شرقی باغ ارم و در انتهای آن قرار دارد و از نمونه‌های جالب و ارزنده از نظر فرم و تزئینات محسوب می‌شود.
کاشی کاری‌های سر در منحصر به چند کتیبه و چند قطعه کاشی کاری است ولی از نظر فرم ساختمان از نمونه‌های منحصر به فرد محسوب می‌شود. در بالا و در پیشانی سر در کتیبه‌ای به خط نستعلیق بر روی کاشی معرق نصب شد. نصر من الله و فتح قریب در زیر کتیبه کاشی کتیبه‌ای از سنگ مرمر لیمویی رنگ قرار دارد که در سطر اول آن کلمه شریفه بسم الله الرحمن الرحیم و سپس یک بیت شعر با خط نستعلیق در زیر آن بر روی سنگ حجاری شده که چنین خوانده می‌شود: از وزیر شه نصیرالملک راد / دائماً باغ ارم آباد باد
تاریخ مذکور مربوط به دوره سلطنت مظفرالدین‌شاه قاجار و زمانی است که نصیرالملک حکمران فارس بوده است. در هر سمت در دو طاق‌نما در طرفین دیده می‌شود که بالای آن‌ها در هر طرف یک کتیبه کاشی کاری نصب شد. کتیبه‌های کاشی کاری طرفین در با خط نستعلیق با زمینه سرمه‌ای است و نوشته آن به صورت معرق است که آیه‌ای از قرآن مجید است.
علاوه بر کتیبه‌های فوق چند کتیبه کاشی کاری معرق برجسته در اطراف سر در مذکور دیده می‌شود که جلوه خاصی به سر در داده است. در جلوی ساختمان اصلی باغ در سمت مشرق حوض وسیعی قرار دارد. روی هم رفته ساختمان باغ ارم را از نظر نقاشی‌های رنگ و روغن، درهای چوبی نفیس و منبت کاری‌های روی آن، پنجره‌های مشبک آهنی، ازاره سنگی بنا، مقرنس‌ها و گچبری و کاشی کاری‌های نما و پیشانی ساختمان و ستون‌های سنگی از نمونه‌های جالب هنری دوره قاجاریه باید محسوب داشت.

### تالار آینه
آینه کاری تالار آینه و نقاشی‌های جالب رنگ و روغن سقف اتاق‌ها و ایوان‌ها ترمیم گردید. محوطه باغ که به صورت مخروبه‌ای درآمده بود مجدداً تعمیر و با همان طرح اصلی خود ترمیم گردید. قسمت عمده از کاشی کاری نمای جرزها که فرو ریخته بود، مجدداً با همان سبک اولیه در محل نصب گردید.
یکی از قسمت‌های بسیار جالب این بنا پنجره‌های آهنی است که در طبقه اول ساختمان در پای ایوان بزرگ دو ستونی در مدخل سردابه قرار دارد و از نمونه‌های جالب پنجره‌های آهنی در دوره قاجاریه محسوب می‌شود. قسمت عمده درهای چوبی از چوب ساج تهیه گردید و به همین جهت با گذشت سال‌ها سالم باقی‌مانده و هیئت اصلی خود را حفظ نموده‌اند.

### ایوان

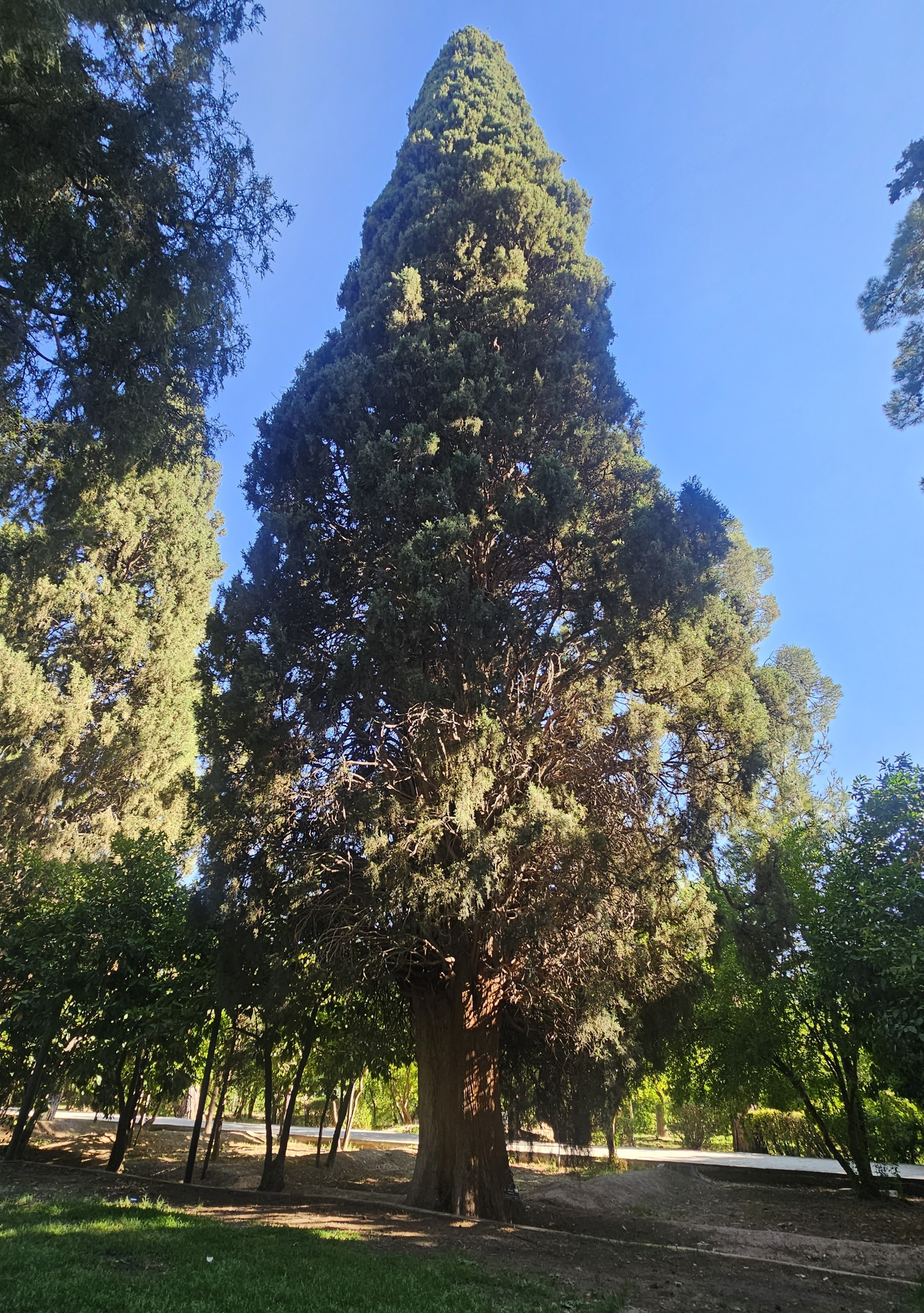
درخت سروناز در باغ ارم شیراز

کاشی کاری پیشانی ایوان مرکزی و اطراف آن از جالب‌ترین کاشی کاری‌های دوره قاجاریه محسوب می‌شود که نمونه آن در سایر بناهای دوره قاجاریه دیده نمی‌شود. چه در ساختمان دیوانخانه قوام الملکی یا اندرون زینت الملکی یا سایر بناهای دوره قاجاریه نظیر کتیبه کاشی کاری پیشانی ایوان ساختمان باغ ارم دیده نمی‌شود و به همین جهت آن را باید از نمونه‌های منحصربه فرد دانست.
از نصیرالملک بناهای ارزنده‌ای در استان فارس باقی‌مانده ازجمله آن‌ها مسجد نصیرالملک، خانه نصیرالملک و باغ ارم می‌باشد. ساختمان قدیمی آن از بناهای بسیار جالب و بی‌نظیر دوره قاجاریه محسوب می‌شود. ایوان دو ستونی مرکزی و دو ایوان اطراف آن از شاهکارهای معماری محسوب می‌شوند. حاشیه‌های کاشی کاری جرزهای ایوان از نمونه‌های جالب کاشی کاری دوره قاجاریه محسوب می‌شود. عمارت آن با داشتن کاشی کاری‌ها و حجاریها و نقاشی‌های رنگ و روغن از جمله بناهای پر ارزش و مهم شیراز و نقوش ازاره سنگی آن از نمونه‌های جالب حجاری محسوب می‌شود.
از جمله قسمت‌های بسیار جالب این بنای با ارزش سردابه‌ای است که در طبقه زیرین این ساختمان قرار دارد و آب جاری از وسط آن می‌گذرد و به همین جهت سردابه مذکور از نظر زندگی در تابستان محل بسیار مناسبی بوده است. گچبری‌های بسیار زیبایی در قسمت‌های مختلف و از جمله در ایوان‌های نمای شرقی دیده می‌شود که منظره جالبی به این بنای با ارزش داده است.

## نگارخانه

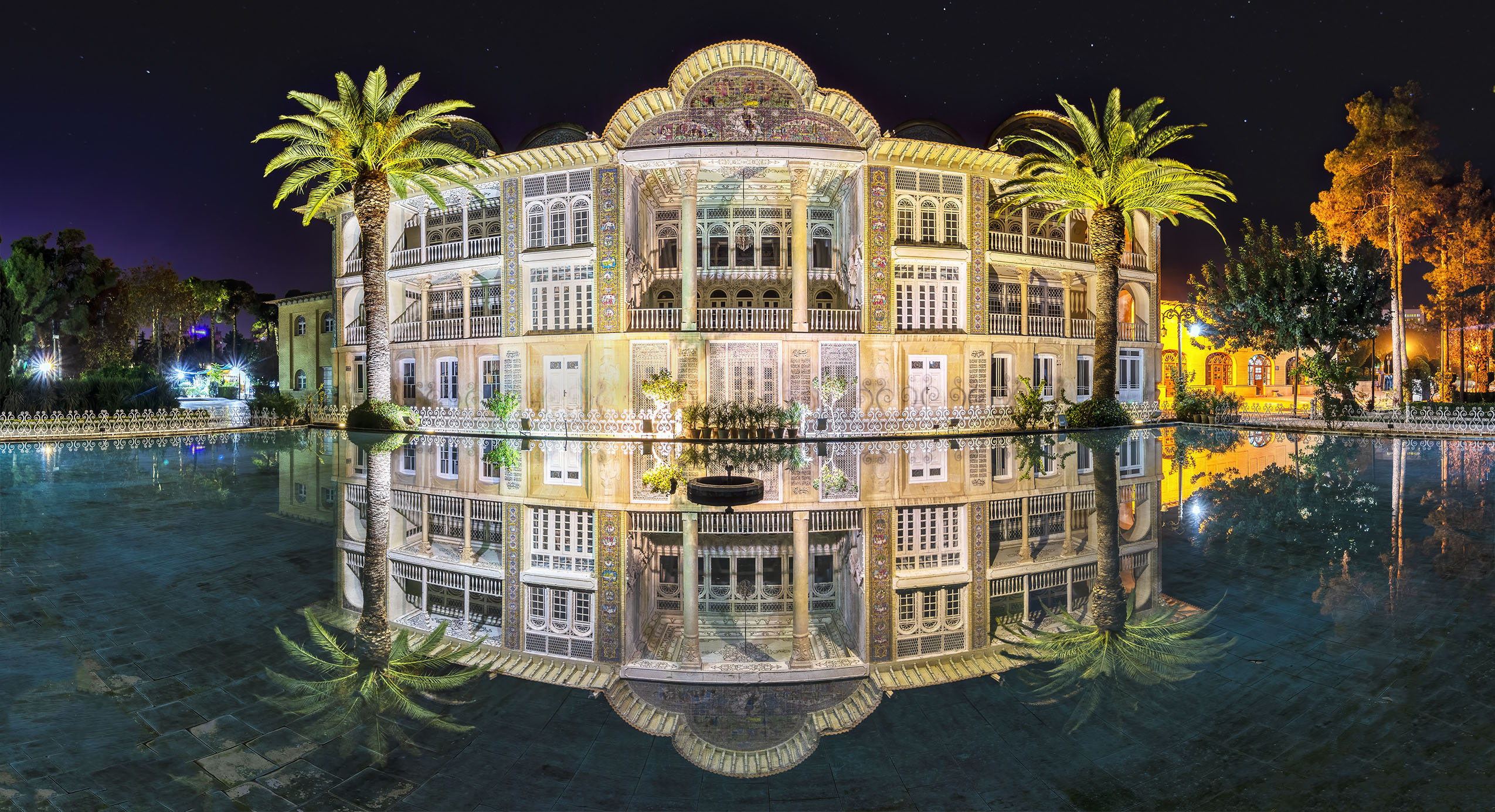
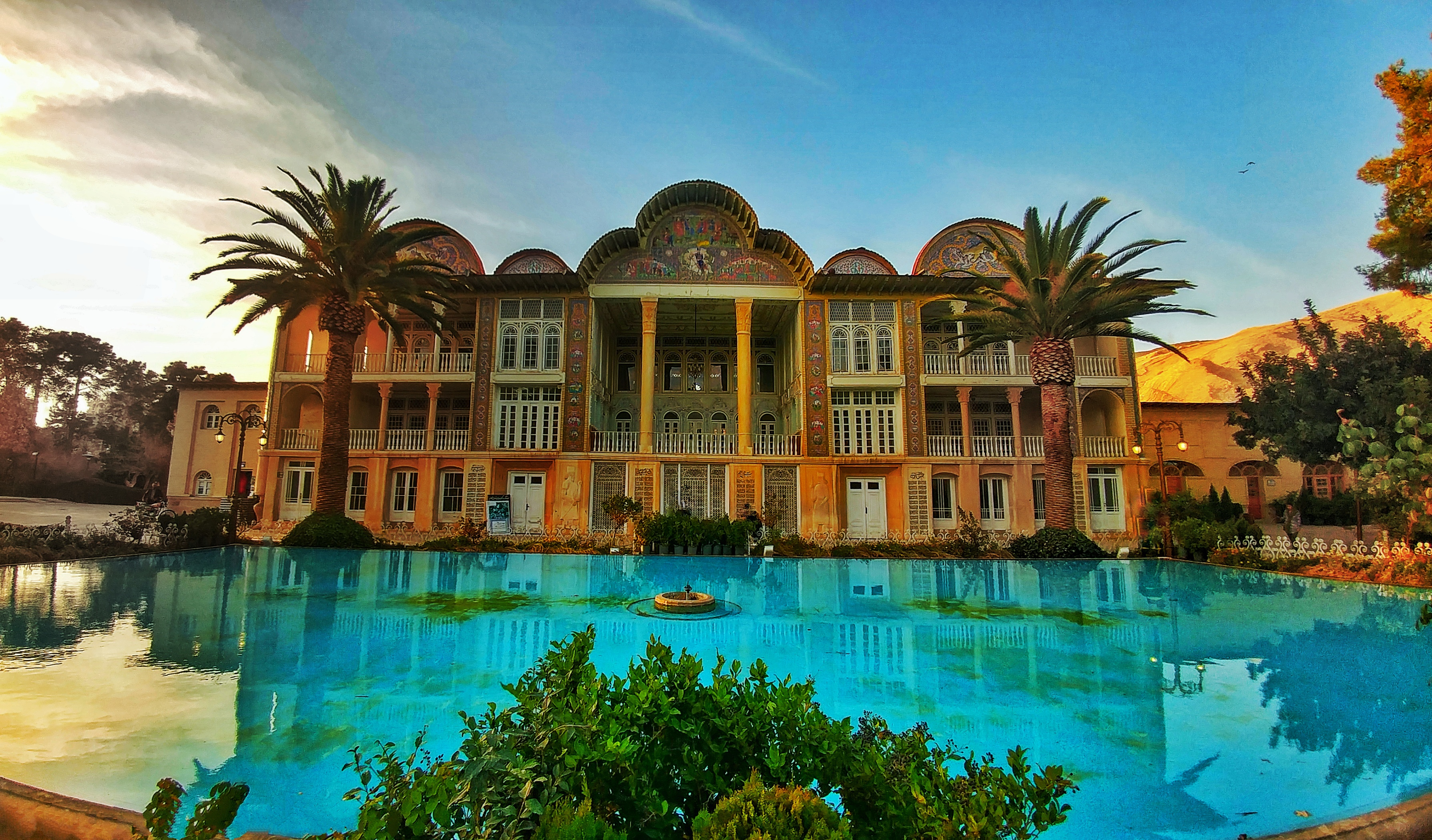
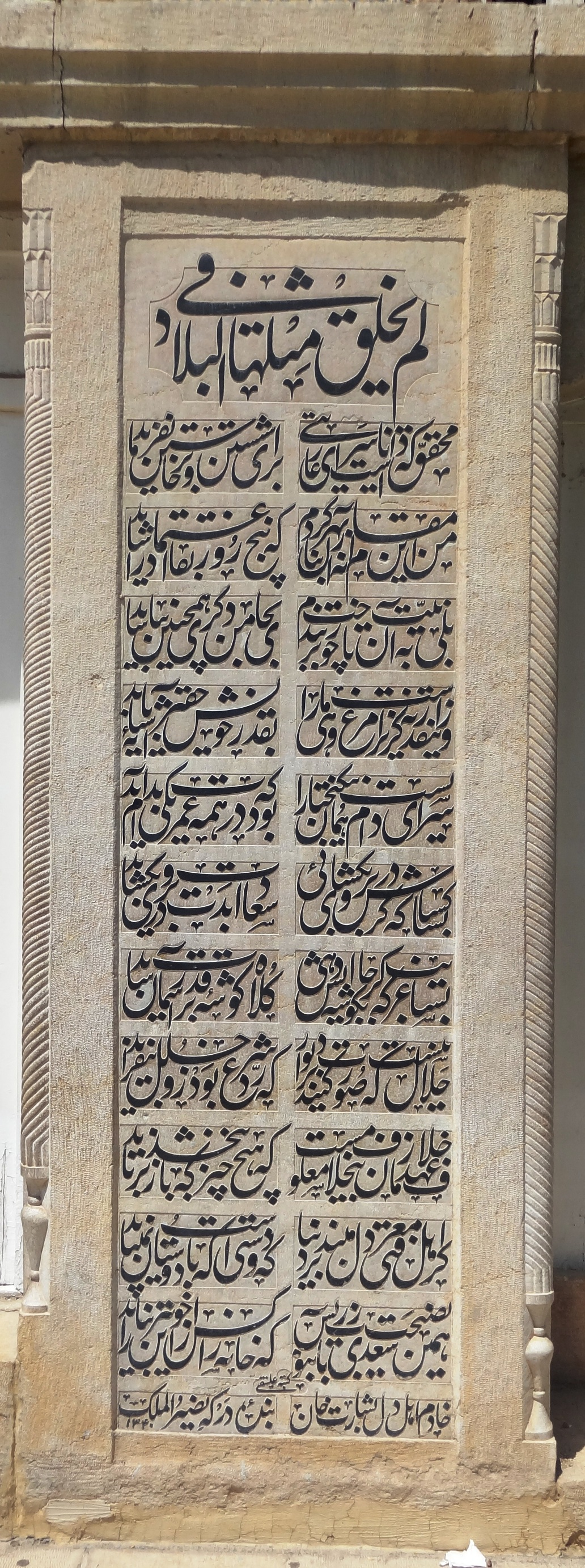
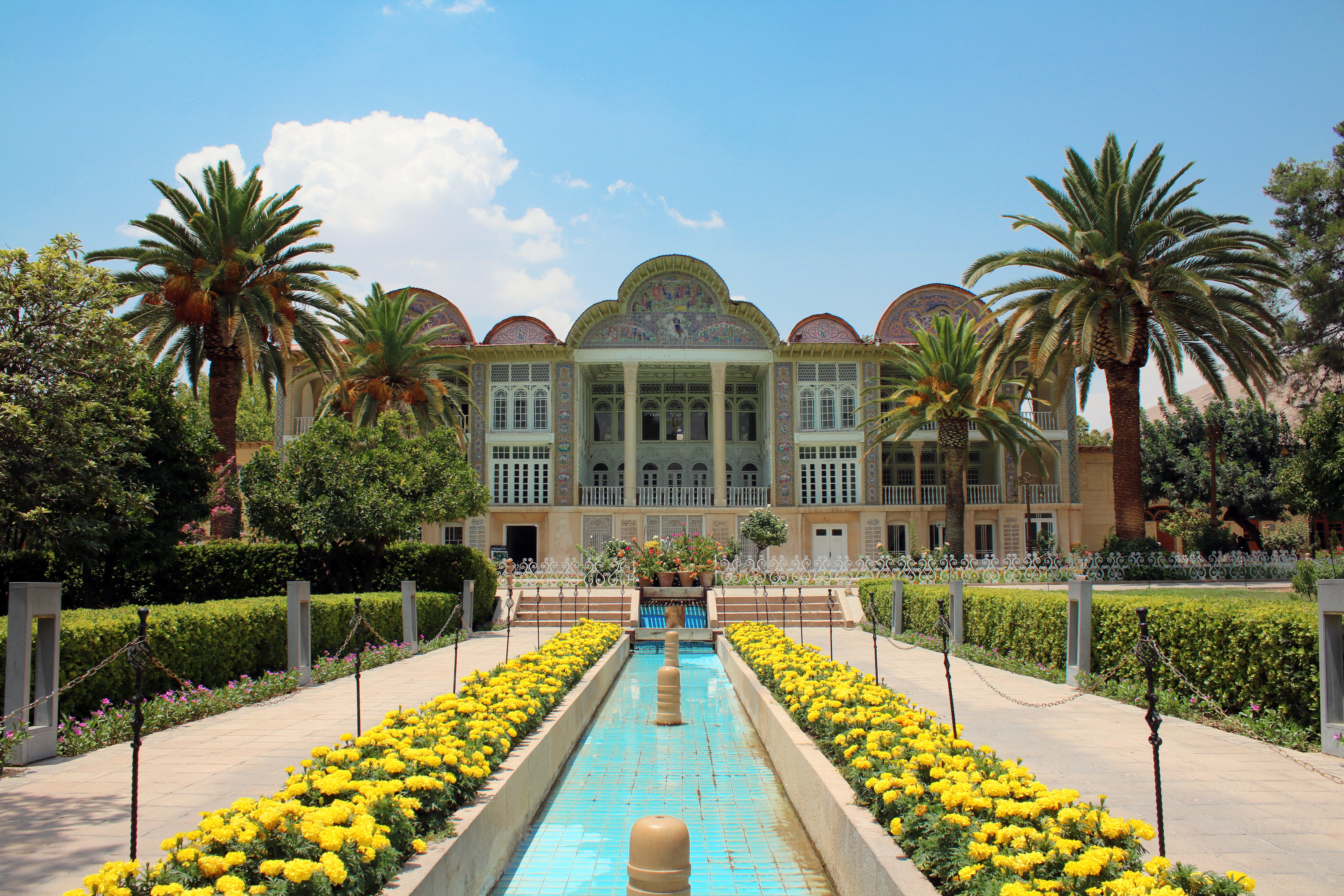
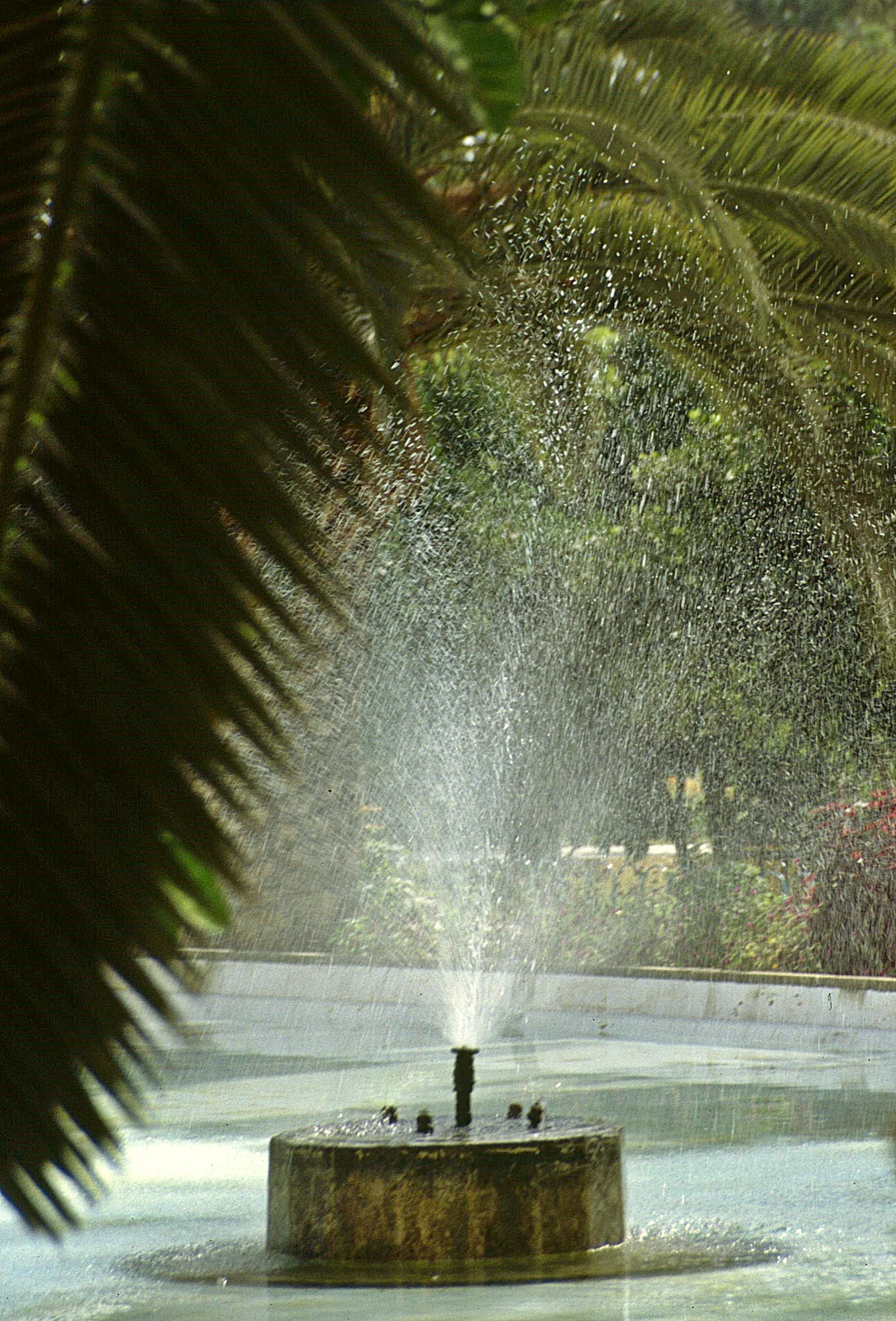
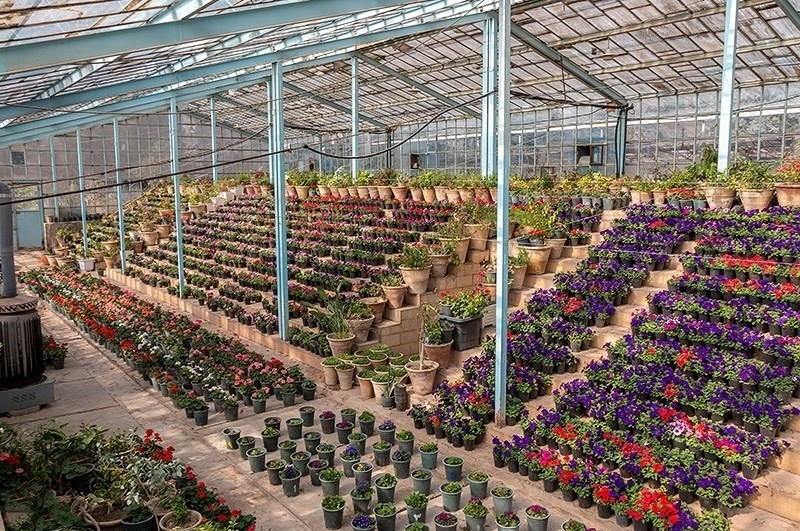
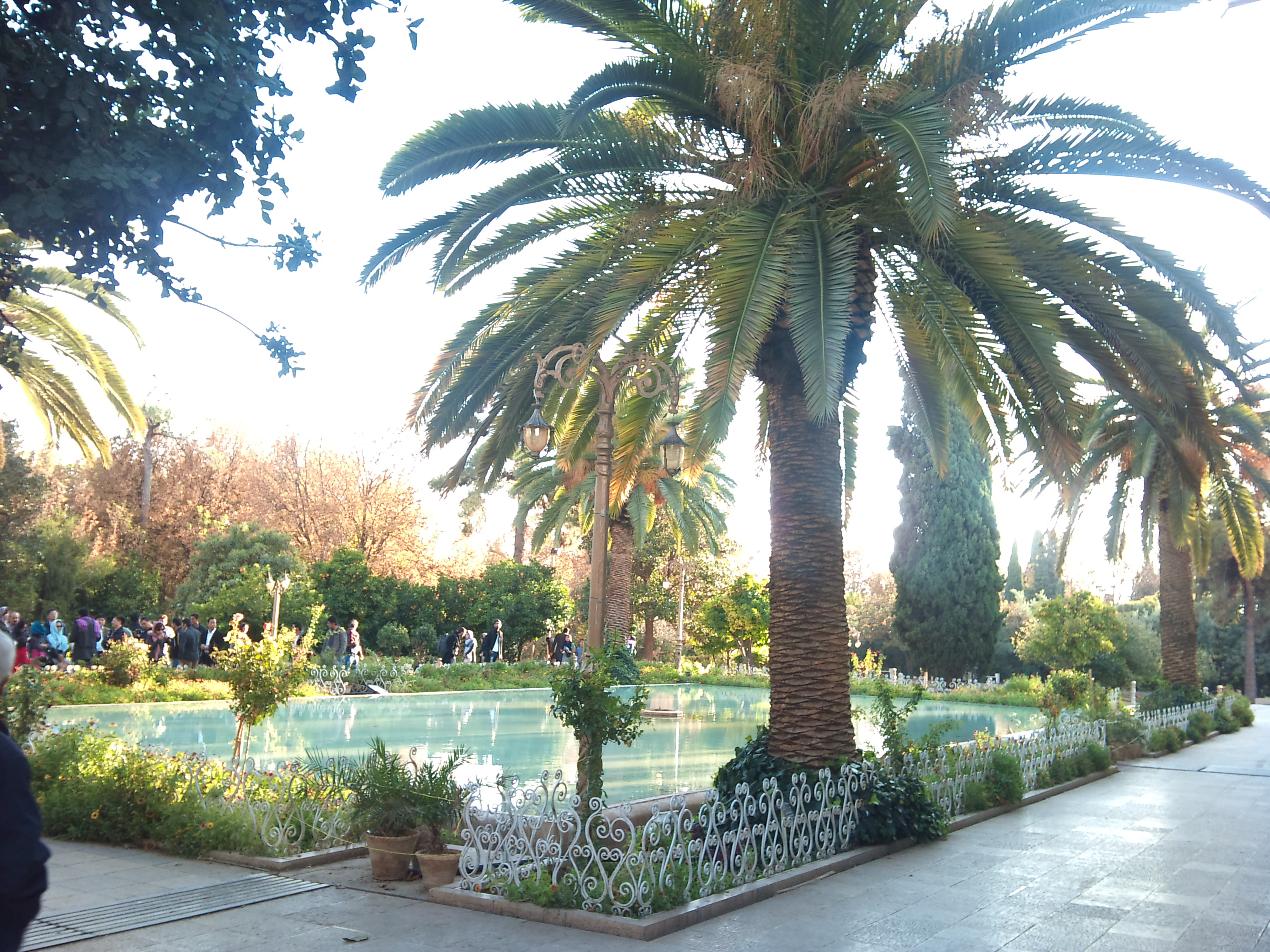
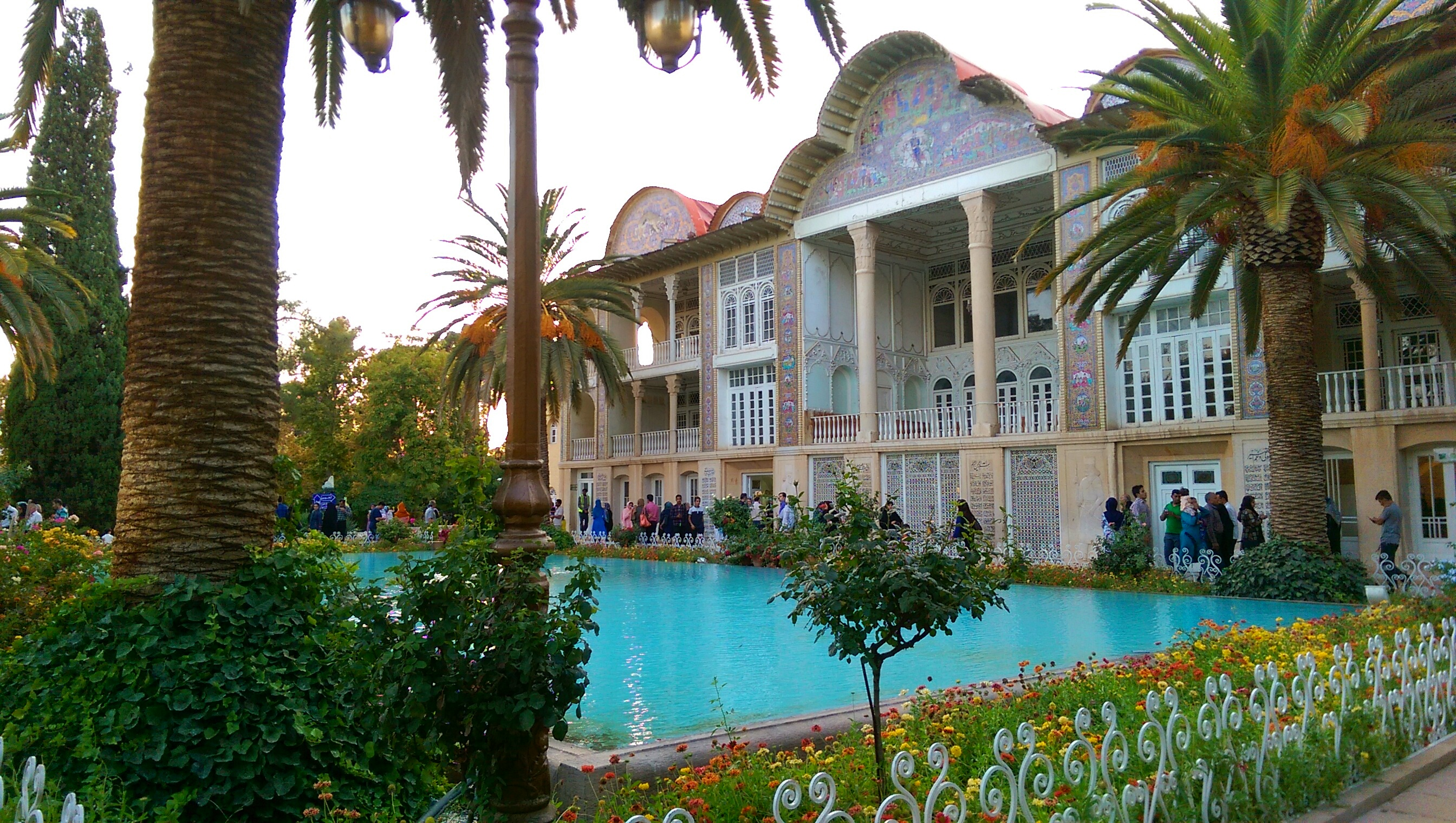
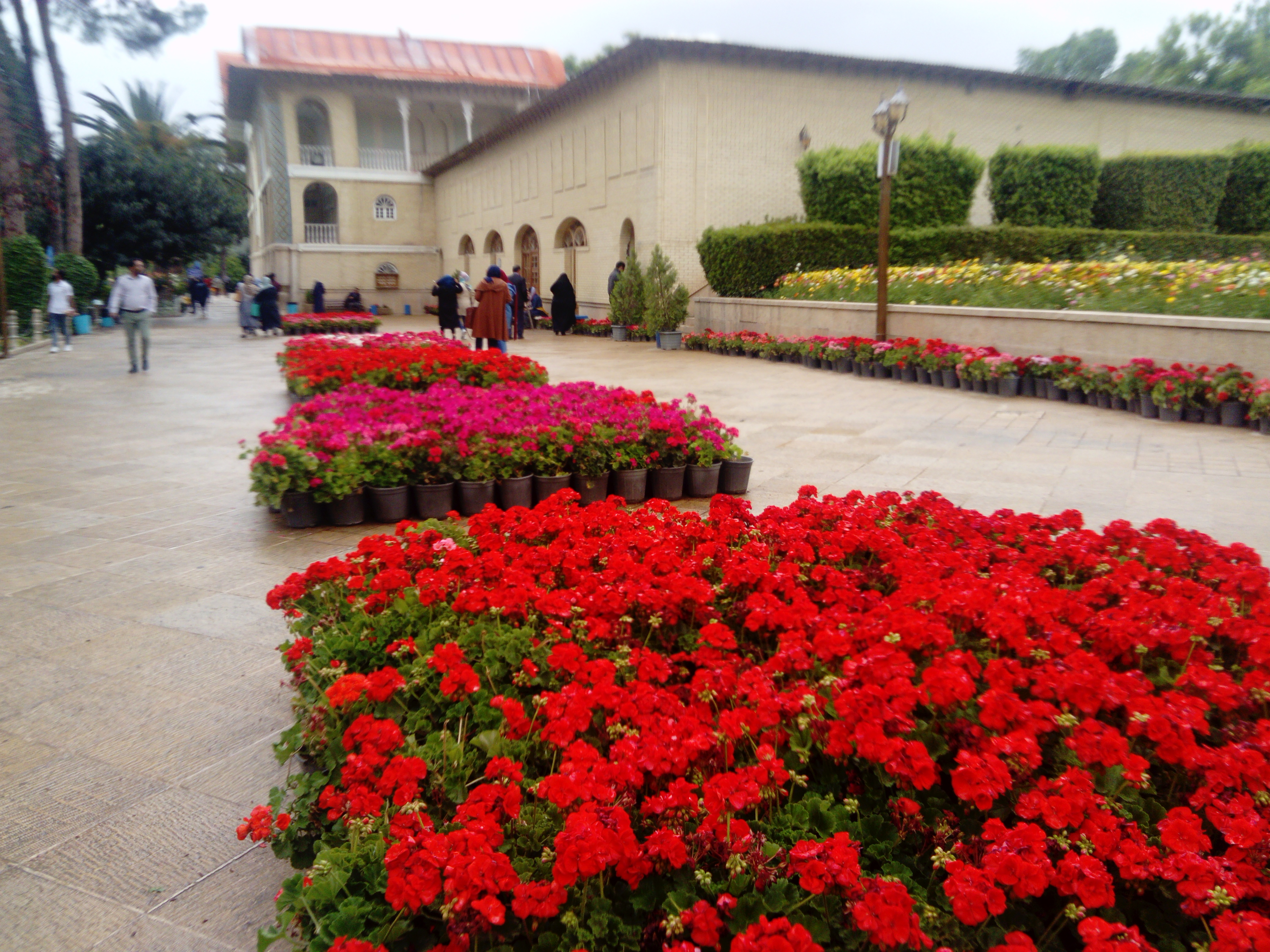
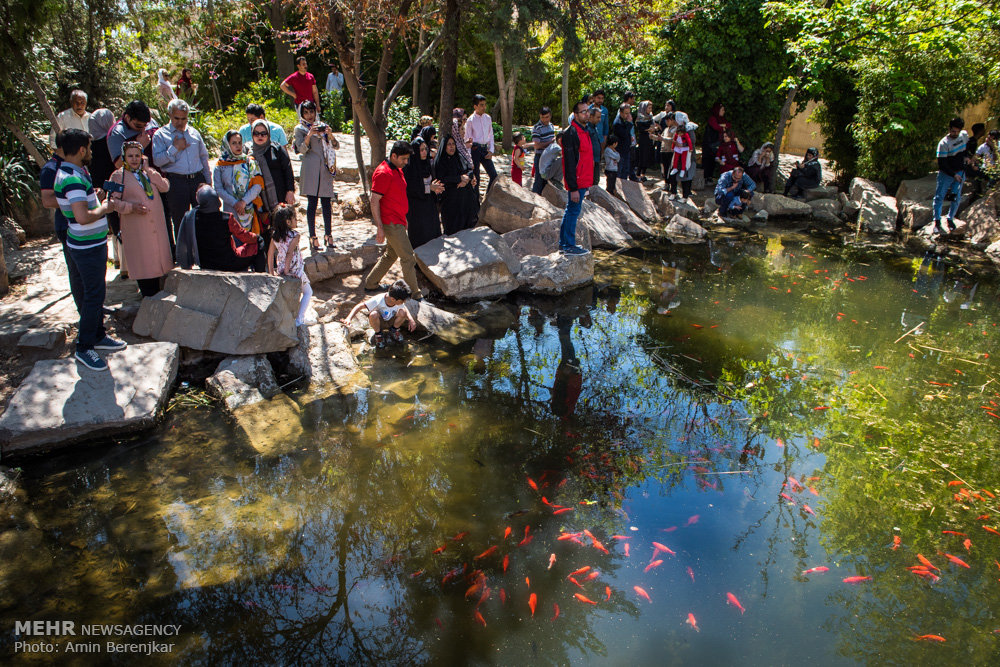
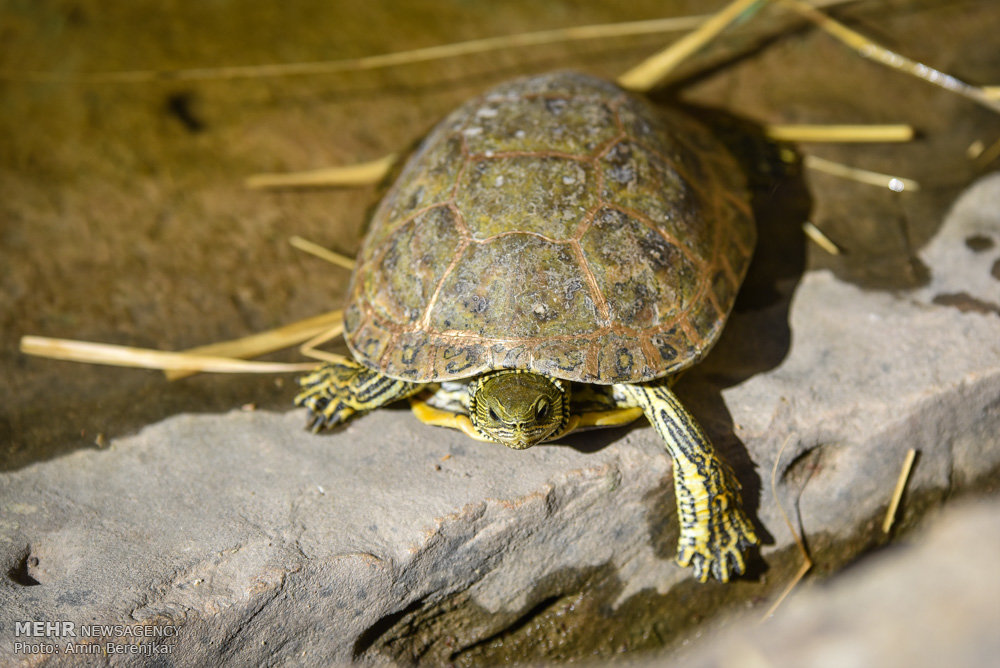
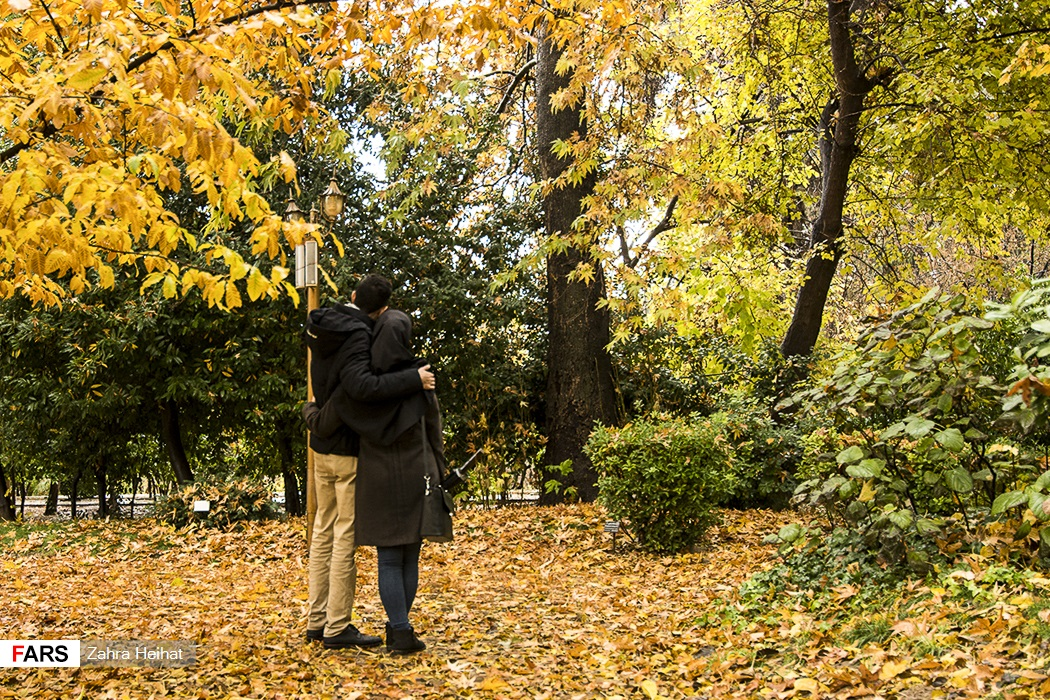
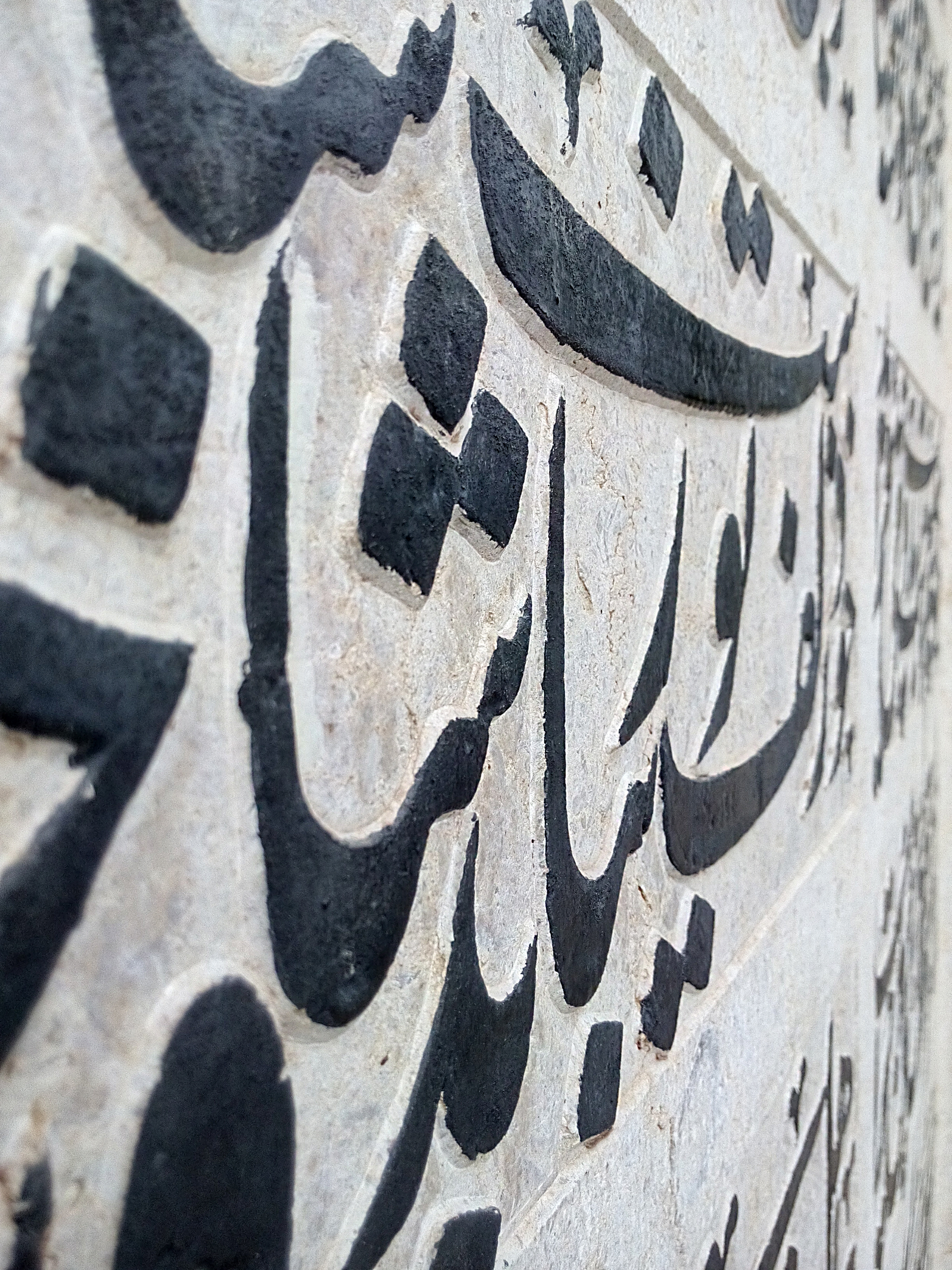
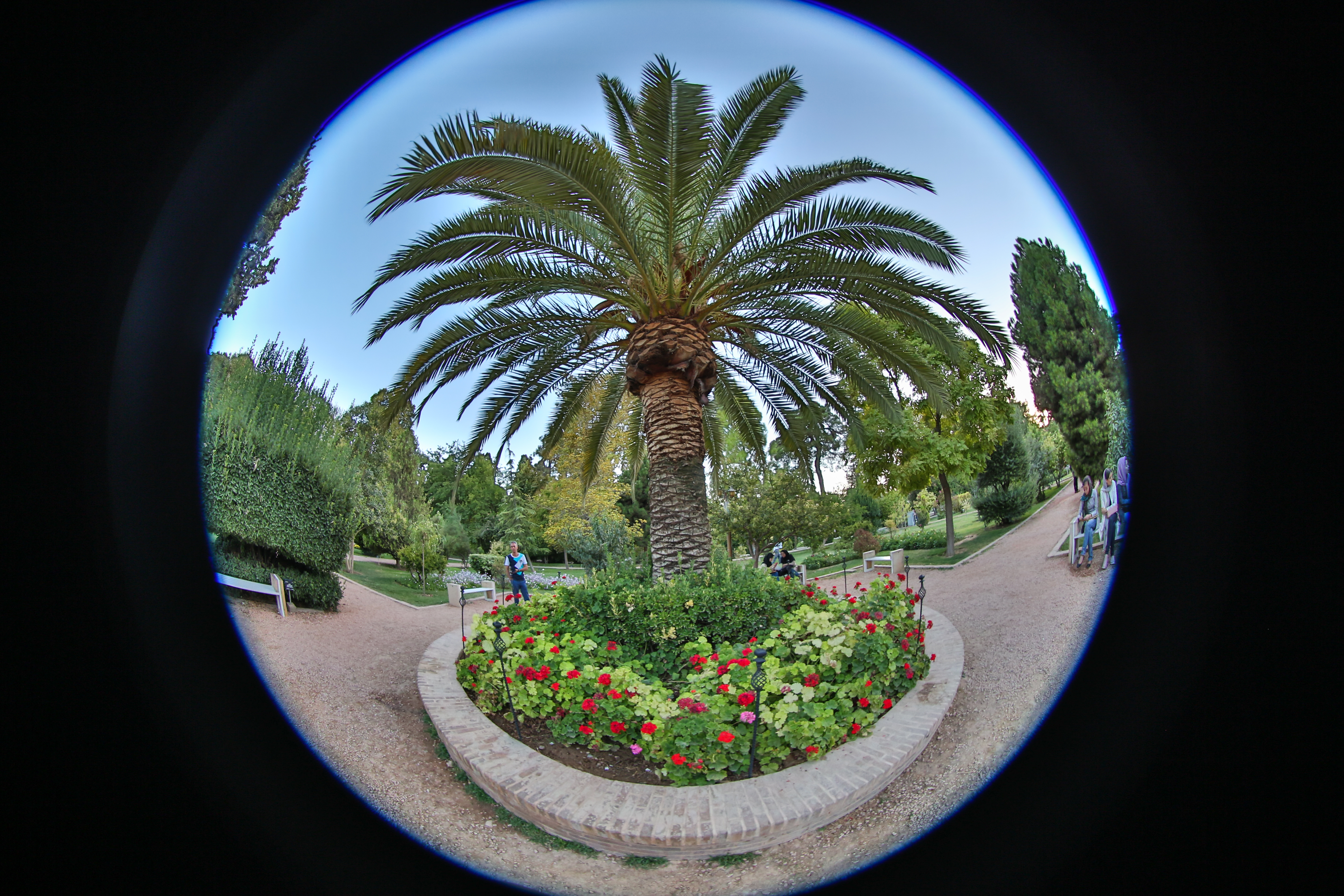